# Centro de Cultura e Arte da Pontifícia Universidade Católica de Campinas
O Centro de Cultura e Arte (CCA) é um órgão da Pontifícia Universidade Católica de Campinas (PUC-Campinas) que tem como finalidade promover a cultura e a expressão artística no meio universitário, através da criação de grupos artísticos compostos por alunos, funcionários e pela comunidade externa. Suas ações são realizadas através de exibições de seus grupos artísticos e da parceria com outros órgãos da universidade (como os Núcleos Territoriais de Extensão e a Coordenadoria Geral de Atenção à Comunidade Interna).

## Grupos artísticos
Na atualidade, o CCA coordena cinco grupos artísticos: o Coral Universitário, o Grupo de Dança, o Grupo de Teatro, os Grupos de Música de Câmara e a Big Band.

### Coral Universitário
Fundado em 1983, o Coral Universitário é o grupo artístico mais antigo do CCA. Composto por alunos e membros da comunidade externa, suas atividades visam promover a cultura através da música dos mais variados estilos (como música renascentista, contemporânea e MPB). Para a difusão de suas atividades, o grupo realiza anualmente dois encontros de corais.

### Grupo de Dança
Promovendo a dança como forma de expressão artística e como ferramenta educacional, o Grupo de Dança do CCA atua desde 1992, com atividades de exibição em escolas e em eventos organizados pela comunidade.

### Grupo de Teatro
O Grupo de Teatro realiza exibições regulares de peças consagradas de autores como João Cabral de Mello Neto, Vinícius de Moraes, Millôr Fernandes, Mário Brasili, Nelson Rodrigues e Cecília Meirelles. A maior parte dos artistas desse grupo são alunos da própria universidade.

### Grupo de Música de Câmara
Tendo iniciado suas atividades recentemente (no ano de 2006), os Grupos de Música de Câmara têm como finalidade divulgar a música erudita, através da elaboração e da execução de projetos e repertórios relacionados ao tema.

### Big Band
Formada em 2007 a partir da antiga Banda (criada em 2002), a Big Band do CCA conta com a participação da comunidade externa e de alunos, e tem como finalidade promover música de variados ritmos nacionais (como Maxixe, Samba, Bossa Nova e MPB) e internacionais.